# Sojuz TM-23
Sojuz TM-23 je označení ruské kosmické lodi, ve které odstartovala ke ruské kosmické stanici Mir mise, jejímž úkolem byla výměna části posádky. Byla to 25. expedice k Miru.

## Posádka

### Startovali
- Jurij Onufrijenko (1)
- Jurij Usačov (2)

### Přistáli
- Jurij Onufrijenko (1)
- Jurij Usačov (2)
- Claudie Haigneréová (tehdy André-Deshaysová) (1) ESA

V závorkách je uveden dosavadní počet letů do vesmíru včetně této mise.